# 1922 en philosophie
Chronologie de la philosophie
- 1918
- 1919
- 1920
- 1921
- 1922
- 1923
- 1924
- 1925
- 1926

L’année 1922 a été marquée, en philosophie, par les événements suivants :

## Publications
- Seconde partie de Le Déclin de l'Occident, d’Oswald Spengler.
- Tractatus logico-philosophicus, de Ludwig Wittgenstein, publié en latin.
- John Dewey, Human Nature and Conduct
- Bertrand Russell, The Problem of China
- Lucien Lévy-Bruhl, La mentalité primitive, Paris, Félix Alcan, coll. «Bibliothèque de philosophie contemporaine» (1922), lire en ligne sur Gallica. Rééd. Flammarion, coll. "Champs classiques", 2010, 658 p.

## Conférences
- Lucifer et Ahriman, recueil de dix conférences de Rudolf Steiner faites en 1919, 1921 et 1922.

## Naissances
- 10 janvier : Michel Henry (France, -2002)
- 20 janvier : John Hick (Angleterre-USA, -2012)
- 21 janvier : Predrag Vranicki (Yougoslavie, -2002)
- 9 février : Arnold Keyserling (Allemagne, -2005)
- 26 février : Kurt Rudolf Fischer (Autriche-Tchécoslovaquie, -2014)
- 27 février : Hans Rookmaaker (Pays-Bas, -1977)
- 7 mars : Akira Yamada (Japon, -2008)
- 11 mars : Cornelius Castoriadis (France, -1997)
- 15 mars : Karl-Otto Apel (Allemagne, -2017)
- 17 mars : Patrick Gardiner (Angleterre, -1997)
- 17 mars : Patrick Suppes (USA, -2014)
- 25 mars : Stephen Toulmin (Angleterre, -2009)
- 25 avril : Krishnananda Saraswati (Inde, -2001)
- 25 avril : Tomás Maldonado (Argentine, -2018)
- 3 mai : Elena Topuridze (Géorgie, -2004)
- 5 mai : Gabriel Nuchelmans (Pays-Bas, -1996)
- 23 mai : Gerald Holton (Autriche-USA)
- 21 juin : Léon Ashkenazi (France-Israël, -1996)
- 25 juin : Shunsuke Tsurumi (Japon, -2015)
- 16 juillet : Arturo Andrés Roig (Argentine, -2012)
- 18 juillet : Thomas Samuel Kuhn (USA, -1996)
- 22 septembre : Hussein-Ali Montazeri (Iran, -2009)
- 5 octobre : Kripalu Maharaj (Inde, -2013)
- 29 octobre : Alexandre Zinoviev (Russie, -2006)
- 9 novembre : Imre Lakatos (Hongrie, -1974)
- 11 novembre : Jindřich Zelený (Tchéquie, -1997)
- 18 novembre : Viktor Grigoryevich Afanasyev (en) (-1994)
- 19 novembre : Tomonobu Imamichi (Japon, -2012)
- 24 novembre : Martti Olavi Siirala (Finlande, -2008)
- 28 novembre : Pinchas Lapide (Autriche-Israël, -1997)
- 30 novembre : John Raymond Smythies (Angleterre, -2019)
- 19 décembre : Sara Grant (Angleterre, -2002)
- 25 décembre : Mohamed Aziz Lahbabi (Maroc, -1993)
- 26 décembre : Matthew Lipman (USA, -2010) (24 août 1923 ?)
- ? : Philip Hallie (USA, -1994)
- ? : Charles Leonard Hamblin (Australie, -1985)
- ? : Leonard Linsky (USA, -2012)
- ? : William S. Sahakian (en) (Arménie, -1986)

## Décès
- 11 février : Gerard Bolland (Pays-Bas, 1854-)
- 22 février : Aharon David Gordon (Russie, 1856-)
- 24 février : Alfred Espinas (1844-)
- 9 avril : Emily Elizabeth Constance Jones (1848-)
- 10 avril : Swami Brahmananda (pt) (Inde, 1863-)
- 21 juillet : Swami Turiyananda (en) (Inde, 1863-)
- 1er août : Paul Barth (sociologue) (en) (Allemagne, 1858-)
- 4 août : Canchupati Venkatrao Venkaswami Rao (en) (Inde, 1868-)
- 29 août : Georges Sorel (France, 1847-)
- 26 septembre : Gabriel Jean Edmond Séailles (France, 1852-)
- 10 octobre : Lev Tikhomirov (en) (Russie, 1852-1923 ?)
- 29 novembre : Renzo Novatore (Italie, 1890-)
- 6 décembre : Tōten Miyazaki (Japon-Chine, 1871-)